# Элемта
Элемта — деревня в Муслюмовском районе Татарстана. Входит в состав Михайловского сельского поселения.

## География
Находится в восточной части Татарстана на расстоянии приблизительно 17 км на запад-юго-запад по прямой от районного центра села Муслюмово у речки Мелля Митряево (Муслюмовский район) Митряево (Муслюмовский район) и в 2 км от административного центра, села Михайловка.

## История
Основана в 1933 году как отделение совхоза «Овцевод».

## Население
Постоянных жителей было: в 1970—325, в 1979—242, в 1989—236, 177 в 2002 году (русские 54 %, татары 43 %), 139 в 2010.